# Jagelonska knjižnica
Jagelonska knjižnica (poljsko Biblioteka Jagiellońska, pogovorno Jagiellonka) je knjižnica Jagelonske univerze v Krakovu in s skoraj 6,7 milijona zvezkov ena največjih knjižnic na Poljskem. Knjižnica služi kot javna knjižnica, univerzitetna knjižnica in del poljskega nacionalnega knjižničnega sistema. Ima veliko zbirko srednjeveških rokopisov, na primer Kopernikov De revolutionibus orbium coelestium in Banderia Prutenorum Jana Długosza, ter veliko zbirko podtalne literature, tako imenovani drugi obieg ali samizdat iz obdobja komunistične vladavine na Poljskem (1945–1989). Hrani tudi umetniško zbirko Berlinka, katere pravni status osporava Nemčija.

## Zbirke
Jagelonska knjižnica je ena največjih in najbolj znanih knjižnic na Poljskem. V svoji zgodovini je prejela veliko donacij in podedovala številne zasebne zbirke.

Knjižnična zbirka vsebuje 1.503.178 zvezkov monografij, 557.199 zvezkov periodike, 104.012 zgodnjih tiskanih knjig, 3.586 inkunabul, 24.258 rokopisov, 12.819 zemljevidov, 35.105 glasbenih partitur in 77.336 mikrofilmov. Med glasbenimi partiturami je veliko Mozartovih izvirnih avtogramov. Temelje posebnega oddelka glasbenih partitur je postavila donacija Leona Rogalskega iz Varšave  leta 1869.
Med pomembne redke knjige v posesti knjižnice spadajo:
- kopija Bogurodzice iz 15. stoletja
- Jan Długosz – Banderia Prutenorum
- Kodeks Baltazarja Behema
- Paulus Paulirini de Praga – Liber viginti artium
- Nikolaj Kopernik – rokopis  De revolutionibus orbium coelestium in tiskane izdaje
- Rembrandt – Faust
- Frédéric Chopin – Scherzo v E-duru
- Adam Mickiewicz, Pan Tadeusz, prva izdaja, Pariz 1834, Sonet, Moskva  1824
- Stanisław Moniuszko – Trzeci śpiewnik domowy. Muzyka wokalna z towarzyszeniem fortepianu
- Juliusz Słowacki, Poezje Vol. 1-3, Pariz 1833.
- Stanisław Wyspiański – Wesele, drama v treh dejanjih
- Ignacy Jan Paderewski – Stara Suita

V 90. letih dvajsetega stoletja so iz knjižnice ukradli številne neprecenljive knjige, verjetno zato, da bi jih prodali na Zahodu. Leta 1999 so bila ukradena dela Galilea, Johannesa Keplerja in Basiliusa Bessariona. Nekatera so bila vrnjena na dražbi nemške dražbene hiše Reiss&Sohn.

## Zgodovina
Začetek Jagielonske knjižnice se tradicionalno enači z začetkom Jagelonske univerze leta 1364, takrat znane Krakovska akademija. Univerza je sprva imela verjetno več manjših knjižnic na različnih lokacijah. Največje zbirka knjig je bila v Collegium Maius, kjer so hranili dela, povezana s teologijo in svobodnimi umetnostmi.
Knjižnica je hitro rasla, dokler ni bil leta 1492 večji del Collegiuma Maiusa uničen v požaru. Obnove knjižnice Akademija ni želela financirati, zato so se člani fakultete odločili, da bodo obnovo financirali sami. Finančne težave so rešile najdbe petih skrinj z denarjem. Prvo so našli leta 1494, druge štiri pa med letoma 1515 in 1518.
Med reformami Komisje za narodno izobraževanje, ki je ustanovila prvo ministrstvo za izobraževanje na svetu, so bile po letu 1775 različne majhne knjižnice univerze uradno centralizirane v eno javno zbirko v Collegiumu Maiusu. Po delitvah Poljske je knjižnica še naprej rasla zahvaljujoč podpori donatorjev, kot so bili Jerzy Samuel Bandtkie, Karol Józef Teofil Estreicher in Karol Estreicher. Leta 1812 je knjižnica postala javna. Od leta 1932 ima pravico do prejema izvoda katere koli knjige, ki so jo izdali poljski založniki na Poljskem. Leta 1940 je knjižnica končno dobila svojo novo stavbo. 
Univerza in z njo knjižnica sta šele v 19. stoletju dobili ime po ustanoviteljih Jageloncih. Od devetdesetih let dvajsetega stoletja je zbirka knjižnice vse bolj digitalizirana.

## Tatvine
Iz knjižnice je bilo v 90. letih dvajsetega stoletja ukradenih veliko inkunabul in dragocenih knjig. Med eno največjih tatvin na Poljskem so bila leta 1999 ukradena  dela Galilea Galileija, Johannesa Keplerja in Bessariona. Del ukradenega blaga se je znašel na dražbi nemške dražbene hiše Reiss & Sohn. Storilcev še niso odkrili.